# Arcavias
Arcavias ist ein flexibles und modulares Open-Source-E-Commerce-Webframework, das auf Geschwindigkeit und auf große Produktmengen optimiert ist sowie leicht in existierende Webanwendungen integrierbar ist. Die erste offizielle Version des unter LGPL lizenzierten Arcavias-Kerns erfolgte 2012 und wurde 2013 zu einem der besten Open-Source-Shop-Systemen gekürt.

## Projekte

### Arcavias Core
Der Kern (Arcavias Core) besteht aus einer E-Commerce-Softwarebibliothek und einer in Ext JS implementierten web-basierenden Administrationsoberfläche. Für die Integration in Content-Management-Systeme oder selbst erstellte Web-Applikationen steht ein „HTML Client“ zur Verfügung, der auf Basis der Parameter und der Konfiguration den notwendigen HTML-Code für z. B. Listen- und Detailansichten generiert. Alle Komponenten des Systems können durch eigene Implementierungen erweitert oder ausgetauscht werden, und auch die Administrationsoberfläche kann durch eine alternative Implementierungen auf Basis der Softwarebibliothek ersetzt werden. Die Bibliothek ist mandantenfähig, sodass sich beliebig viele Shops mit eigenständigen Produktkatalogen, Kundenstämmen und Bestellabwicklungen innerhalb einer Installation abbilden lassen.
Im März 2014 wurde die erste stabile Version des Arcavias Core freigegeben. Als Beispielimplementierung für eigene Applikationen existiert eine Shop-Applikation auf Basis des Zend Framework für Demonstrationszwecke.

### Arcavias TYPO3 Erweiterung
Im März 2013 erfolgte die Veröffentlichung der ersten Version der Arcavias TYPO3 Erweiterung, im April 2014 die Veröffentlichung der Version 1.0. Die Erweiterung stellt eine Reihe von TYPO3-Plug-ins zur Verfügung (z. B. für Filterung, Suche, Listen- und Detailansicht, Warenkorb und die Kaufabwicklung), die durch den TYPO3 Redakteur beliebig auf den Seiten des Content-Management-Systems verteilt werden können. Die Konfiguration der Ausgabe und die Rechteverwaltung im TYPO3 Backend erfolgt dabei mit den Bordmitteln von TYPO3.
Die Deutsche Angestellten-Akademie nutzt die Arcavias-TYPO3-Erweiterung für die Buchung von angebotenen Kursen.

## Community
Die Entwicklung der Software findet auf der offenen Zusammenarbeits-Plattform GitHub statt. Darüber können Entwickler direkt Änderungen am Code einbringen und die jeweils aktuelle Version herunterladen. Um Arcavias in andere Sprachen zu übersetzen, wird die Übersetzungsplattform Transifex benutzt, durch die jeder nach einer Registrierung Übersetzungen anpassen oder für neue Sprachen erstellen kann. Die Meldung von Fehlern oder Featurewünschen ist über einen Bugtracker möglich.
Außerdem besteht im Online-Forum die Möglichkeit, sich auszutauschen und Fragen zu stellen. Die Dokumentation für Benutzer und Entwickler wird in einem Wiki gepflegt, in dem jeder Interessierte nach einer Registrierung Verbesserungen und neue Artikel einbringen kann.

## Technik
Mindestanforderungen sind:
- ein Unix-ähnliches System, z. B. Linux, macOS oder Solaris
- ein Webserver wie Apache oder Nginx
- eine relationale Datenbank, z. B. MySQL 5.1 oder neuer
- PHP 5.2 oder neuer

Arcavias ist für MySQL optimiert, auch wenn andere Datenbanken benutzt werden könnten. Um die volle Leistungsfähigkeit zu erreichen, sind APC oder HipHop notwendig.

## Veröffentlichungen
- Uwe Schulz: Webhosting – Shopsysteme, iX April 2014, Heise Zeitschriften Verlag, ISSN 0935-9680
- Vortrag zum eCommerce Camp Jena 2014[10]
- Vortrag zur TYPO3 East Europe Konferenz 2013[11]
- Fallstudie Produktinformationssystem für H.I.S. Textil GmbH